# Josef Müller z Jiřetína
Josef rytíř Müller z Jiřetína (ur. 29 czerwca 1792 w Jiřetínie pod Jedlovou, zm. 26 stycznia 1862) – czeski prawnik, szlachcic i polityk, burmistrz Pragi w latach 1839–1848.

## Życiorys
W 1817 roku ukończył studia prawnicze na Uniwersytecie Karola, następnie rozpoczął pracę w praskim magistracie, gdzie przeszedł wszystkie stopnie kariery urzędniczej. W 1836 roku zrezygnował z pracy w urzędzie z powodu otrzymania stanowiska przy praskim sądzie apelacyjnym, jednak już w 1839 roku powrócił do pracy w ratuszu, a 17 kwietnia tego samego roku został wybrany na burmistrza miasta. 
Jednym z jego pierwszych aktów była decyzja o wyburzeniu wschodniego skrzydła ratusza staromiejskiego i zastąpienie go skrzydłem w stylu neogotyckim, co wywołało bardzo negatywną reakcję mieszkańców miasta. Podczas jego kadencji w mieście wybudowano także pierwsze gazowe latarnie uliczne oraz otwarto pierwszy praski dworzec kolejowy i urząd pracy. W 1845 roku został nobilitowany przez cesarza Ferdynanda I. 
Po wybuchu Wiosny Ludów początkowo próbował przeciwdziałać rewolucjonistom i zwołał zgromadzenie konserwatywnych mieszczan i starał się przekazać cesarzowi informację o ich lojalności. Działania te jednak nie przyniosły skutku, a burmistrz niespodziewanie ogłosił na spotkaniu z praskimi studentami poparcie dla idei konstytucji i zabiegał o przyznanie mu miejsca w czeskim Komitecie św. Wacława. 29 marca 1848 roku, po ogłoszeniu przez Komitet nowych wyborów na burmistrza miasta, zrezygnował z pełnionej funkcji.
Następnie pracował jako sędzia w Brnie i Sądzie Najwyższym w Wiedniu.